# Lacrymaria
Lacrymaria Pat. (kruchawica) – rodzaj grzybów należący do rodziny kruchaweczkowatych (Psathyrellaceae).

## Charakterystyka
Saprotrofy. Są to małej lub średniej wielkości grzyby kapeluszowe o hymenoforze blaszkowym, rosnące na ziemi lub drewnie, zazwyczaj kępkami lub gromadnie. Kapelusz brązowy lub szary, blaszki początkowo jasnoszare, potem fioletowoczarne. Zwykle wydzielają krople cieczy, na których znajdują się przyklejone zarodniki. Trzon cienki i wysmukły, kruchy i bez pierścienia, u starszych okazów pusty. Wysyp zarodników czarnobrązowy do czarnego.

## Systematyka i nazewnictwo
Pozycja w klasyfikacji według Index Fungorum: Psathyrellaceae, Agaricales, Agaricomycetidae, Agaricomycetes, Agaricomycotina, Basidiomycota, Fungi.
Takson utworzył w 1887 r. Narcisse Théophile Patouillard. Synonimy naukowe: Cortiniopsis J. Schröt., Glyptospora Fayod. Rodzaj ten wcześniej klasyfikowany był do rodziny czernidłakowatych (Coprinaceae). Nazwę polską podał Władysław Wojewoda w 2003 r. W polskim piśmiennictwie mykologicznym gatunki należące do tego rodzaju opisywane były też jako bedłka, maślanka, kruchaweczka.
Gatunki występujące w Polsce:
- Lacrymaria glareosa (J. Favre) Watling 1979
- Lacrymaria lacrymabunda (Bull.) Pat. – kruchawica aksamitna
- Lacrymaria pyrotricha (Holmsk.) Konrad & Maubl. 1925 – tzw. kruchaweczka pomarańczowa

Nazwy naukowe na podstawie Index Fungorum. Wykaz gatunków i nazwy polskie według Władysława Wojewody i innych.